# Kundratice (tvrz, okres Chomutov)
Kundratice jsou zcela zaniklá tvrz v bývalé stejnojmenné vesnici v okrese Chomutov. Do dvacátého století se zachovalo tvrziště, které bylo zničeno spolu s vesnicí postupující těžbou hnědého uhlí v Lomu ČSA.

## Historie
První písemná zmínka o vesnici v blízkosti Komořanského jezera, která také dokládá existenci tvrze, pochází z roku 1383, kdy byla manstvím hradu Nového Žeberka. Od roku 1577 bylo panství připojeno k Brandovu, ale na konci šestnáctého století se stalo součástí novosedelského panství, které Lobkovicové roku 1623 připojili k Jezeří.

## Stavební podoba
Z tvrze se před jejím definitivním zánikem dochovalo okrouhlé tvrziště obklopené čtyři metry širokým příkopem. V roce 1972 byl zahájen dvouletý archeologický výzkum, který odhalil tři stavební fáze. Na přelomu třináctého a čtrnáctého století byla na ostrůvku vymezeném příkopem postavena dřevěná věž se srubovou konstrukcí, která byla zničena požárem. Spodní část věže o rozměrech 6,5 × 6,5 metru byla obložena kamennou plentou a vnější stěny omazány hliněnou omítkou. Ve druhé fázi ostrůvek ohradila masívní hradba se zaoblenými nárožími. V jihovýchodním rohu stála obytná budova, ke které přiléhala věž a budova brány. U čelní zdi ještě stála hospodářská budova. Za příkopem vznikla druhá linie opevnění, které chránilo širší hospodářský prostor. Třetí stavební fáze na lokalitě pravděpodobně nesouvisí s tvrzí a proběhla okolo roku 1500 až po jejím opuštění.